# Mika Ääritalo

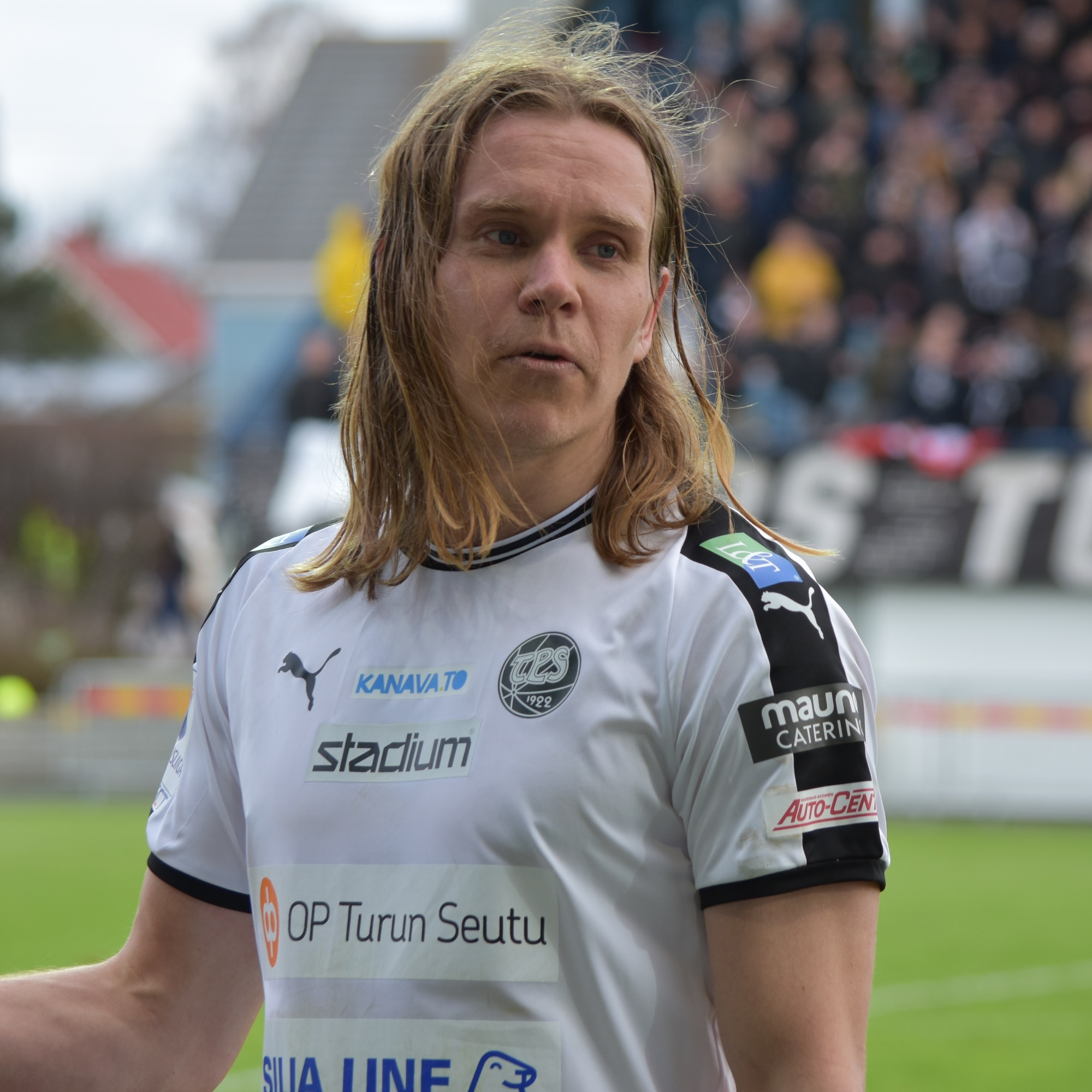
Imagem da futebolísta finlandês Mika Ääritalo.

Mika Ääritalo (Turku, 25 de julho de 1985) é um futebolista finlandês que atua como atacante do TPS Turku.